# Böhmermanns perfekte Weihnachten
Böhmermanns perfekte Weihnachten ist eine deutsche Weihnachtskomödie von Nicolas Berse und Daniel Rakete Siegel. Sie wurde 2018 der für das ZDF produziert, die Hauptrolle spielt Jan Böhmermann. Die Erstausstrahlung im ZDF fand am 14. Dezember 2018 um 23:15 Uhr als Special im Rahmen der Sendung Neo Magazin Royale statt.

## Handlung
„Es ist der letzte Tag vor dem Weihnachtsfest: Es ist Heiligabend. All überall freut man sich über die festliche Bescherung und sehnt seine Ankunft herbei. Das Christkind, Knecht Ruprecht, der Weihnachtsmann kommt [sic!]. Die Menschen sind wie Menschen, sie sind voller Liebe. Einmal im Jahr ist es soweit. Die Menschen des untergehenden Spätkapitalismus öffnen ihren Herzen und Schnee und Eis verwandeln die Welt in ein Winterwunderland. Die Menschen lassen heute einmal ihre Arbeit ruhen und machen es sich gemütlich zu Hause mit ihren Liebsten, drinnen im Warmen. Das heilige Fest der Warmherzigkeit ist ein Fest für alle.“

Die Handlung spielt in einem Mehrfamilienhaus, bestehend aus sieben Wohnungen mit unterschiedlichen Familien, die jede auf ihre andere Weise Weihnachten feiert. Böhmermann hat verschiedene Rituale und Bräuche studiert und zeigt mit einem Augenzwinkern, was das Familienfest so kompliziert, so unvergleichlich und so komisch macht.

## Hintergrund
Die Dreharbeiten zu Böhmermanns perfekte Weihnachten fanden unter dem Arbeitstitel Neo Magazin Royale – Fröhliche Weihnachten. Das Fest der Liebe in Zeiten des Hasses vom 20. November 2018 bis zum 30. November 2018 statt. Für den Film zeichnete die bildundtonfabrik in Köln verantwortlich. Im Intro und Outro ertönt aus dem Weihnachtsoratorium von Johann Sebastian Bach Teil I: „Jauchzet, frohlocket, auf, preiset die Tage“.

## Verweise
- Böhmermanns perfekte Weihnachten in der ZDF-Mediathek. Video (30 Min.), abrufbar bis 21. Dezember 2027
- Böhmermanns perfekte Weihnachten  bei crew united
- Böhmermanns perfekte Weihnachten bei IMDb